# Бёрд, Брэд
Фи́ллип Брэ́дли Бёрд (англ. Phillip Bradley Bird; род. 24 сентября 1957, Калиспелл, Монтана, США) — американский режиссёр кино и мультипликации, сценарист. Наиболее известен по работе над мультфильмами «Стальной гигант» (1999), «Суперсемейка» (2004), «Рататуй» (2007) и «Суперсемейка 2» (2018).

## Биография
Родился в городе Калиспелл (штат Монтана, США) 24 сентября 1957 года. Побывав в одиннадцатилетнем возрасте на студии Walt Disney в ходе одной из экскурсий, задался целью стать одним из её сотрудников-аниматоров. На учебу в студию мальчик приходит уже в возрасте 14 лет, успев до этого самостоятельно создать свой первый мультфильм. Один из лучших аниматоров студии Милт Кахл берёт талантливого мальчика к себе в подмастерье. Впоследствии студия выделит Бёрду средства, необходимые для обучения в Калифорнийском институте искусств основанном Уолтом Диснеем специально для обучения начинающих мультипликаторов. Во время обучения Бёрд знакомится с Джоном Лассетером, который в будущем станет одним из основателей студии Pixar.
Окончив институт, Бёрд некоторое время работает на студии Диснея, однако вскоре предпринимает решение пуститься в самостоятельное плавание. К начинающему аниматору успех приходит далеко не сразу. Только лишь в 1999 году с выходом на экраны кинотеатров полнометражного мультфильма «Стальной гигант» к режиссёру приходит первая известность. Картину, которую режиссёр создал по заказу кинокомпании Warner Bros., очень высоко оценили критики, но из-за провала предыдущего полнометражного мультфильма «Волшебный меч: В поисках Камелота» студия не стала вкладываться в рекламную кампанию, из-за чего мультфильм вышел в прокат без информационной поддержки и провалился в прокате.
Очень высоко оценил работу Бёрда и Джон Лассетер, пригласивший Бёрда принять участие в работе над мультфильмом «Суперсемейка» (2004). В вышедшей на экраны в 2004 году картине Бёрд выступил не только как режиссёр, но и в качестве единственного сценариста. Бёрд, таким образом, становится первым, кому Pixar доверила самостоятельную работу над сценарием. Мультфильм собрал в прокате более 600 миллионов долларов, став одним из наиболее коммерчески успешных проектов компании за всю её историю. За этот же мультфильм в 2005 году режиссёр получает и свой первый «Оскар».
Колоссальный успех «Суперсемейки» позволяет режиссёру получить в свои руки ещё один весьма интересный проект — «Рататуй» (2007). Картина, собравшая в прокате 620 миллионов, становится одним из лидеров кинопроката 2007 года. Вторая за три года картина приносит режиссёру второй «Оскар».

## Фильмография

### Режиссёр
- Семейный пёс (1987)
- Стальной гигант (1999)
- Суперсемейка (2004)
- Джек-Джек атакует (2005)
- Рататуй (2007)
- Миссия невыполнима: Протокол Фантом (2011)
- Земля будущего (2015)[1]
- Суперсемейка 2 (2018)

### Сценарист
- Семейный пёс (1987)
- Батарейки в комплект не входят (1987)
- Стальной гигант (1999)
- Суперсемейка (2004)
- Рататуй (2007)
- Земля будущего (2015)
- Суперсемейка 2 (2018)
- Суперсемейка 3[2]

### Продюсер
- Удивительные истории / Amazing Stories (1985—1987) (сериал)
- Человек-оркестр / One Man Band (2005)
- Vowellet: An Essay by Sarah Vowell (2005)
- The Making of `The Incredibles` (2005)
- Мистер Исключительный и его друзья / Mr. Incredible and Pals (2005)
- More Making of `The Incredibles`(2005)
- Твой друг — крыса / Your Friend the Rat (2007)
- Земля будущего / Tomorrowland (2015)
- Суперсемейка 3 (Исполнительный)

### Актёр
- Гибельный доктор / Doctor of Doom (1979) … Don Carlo, Bystander
- Удивительные истории / Amazing Stories (1985—1987) (сериал) … Scientist #2
- Суперсемейка / The Incredibles (2004) … Edna `E` Mode
- Суперсемейка / The Incredibles (2004) (комп. игра) … Edna Mode
- Рататуй / Ratatouille (2007) … Ambrister Minion
- Мир юрского периода / Jurassic World (2015) … Monorail Announcer